# Ulrike Brauerhoch

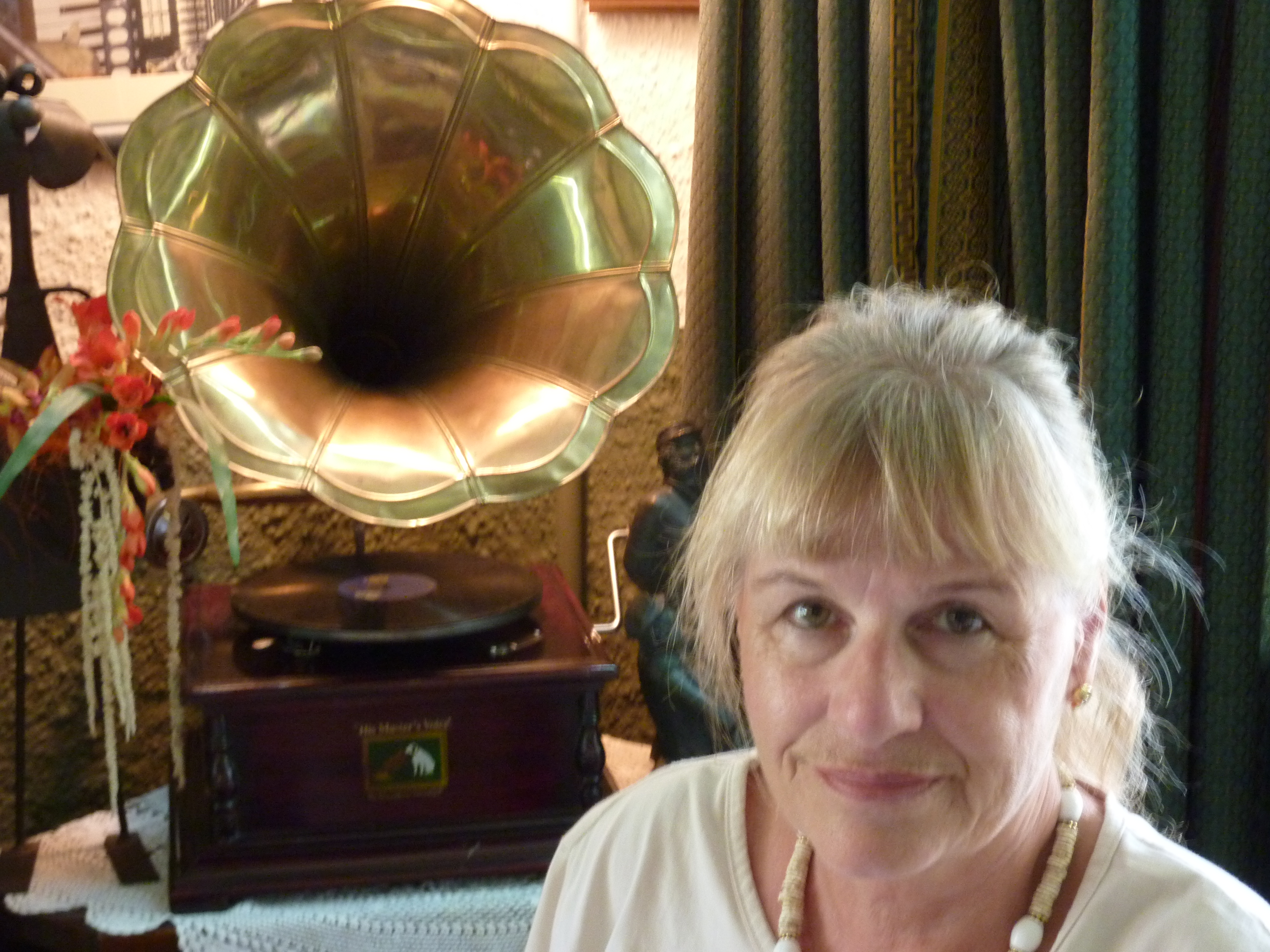
Ulrike Brauerhoch – Autorin von Musikbüchern

Ulrike Brauerhoch, gebürtig Ulrike Magdalene Seebauer, (* 21. Juli 1949 in Witten) ist eine deutsche Musikpädagogin, Musikdidaktikerin und Fachautorin.

## Leben
Die in Witten geborene Ulrike Brauerhoch besuchte nach dem Umzug ihrer Eltern nach München das dortige Elsa-Brandström-Gymnasium und das Richard-Strauss-Konservatorium. Ab 1969 studierte Ulrike Brauerhoch sowohl an der Musikhochschule München als auch an der Ludwig-Maximilians-Universität (LMU) und arbeitete nach dem Zweiten Staatsexamen ab 1974 als Studienrätin für Deutsch und Musik. Musikalisch betätigte sie sich während des Studiums in mehreren Orchestern als Geigerin und Bratschistin.
Nach vorhergehender nebenamtlicher Tätigkeit am Staatsinstitut für die Ausbildung der Lehrer an Realschulen wurde sie 1983 zur Institutsrektorin berufen. Sie wirkte bis zur Auflösung des Instituts 1995 als Dozentin für die Didaktik des Musikunterrichtes, wurde dann zur Seminarrektorin ernannt und arbeitete bis zu ihrer Pensionierung als Lehrer und Seminarlehrer für Deutsch und Musik. Als Musikdidaktikerin beriet sie während ihrer beruflichen Zeit die Musikredaktion des Bayerischen Rundfunks und das Bayerische Staatsministerium für Unterricht und Kultus. Sie beteiligte sich an der Lehrplangestaltung und Lehrerfortbildung, bewertete Schulbücher und war für die Ausbildung der Studienreferendare in Bayern zuständig.
Ulrike Brauerhoch arbeitet heute als freie Fachautorin.

## Veröffentlichungen

### Fachaufsätze
- Arbeitsformen am Beispiel der Rumba, RLinformationen, Heft 1, herausgegeben vom Bayerischen Staatsinstitut für die Ausbildung der Lehrer an Realschulen (RLI), München 1988
- Von der Textgestaltung zur Tonaufnahme – wir produzieren einen Schlager. RLinformationen, Heft 2, herausgegeben vom Bayerischen Staatsinstitut für die Ausbildung der Lehrer an Realschulen (RLI), München 1989
- Die Geisterstunde – eine handlungsorientierte Einführung in Programmmusik. RLinformationen, Heft 3, herausgegeben vom Bayerischen Staatsinstitut für die Ausbildung der Lehrer an Realschulen (RLI), München 1990
- Gemeinsam musizieren, RLinformationen, Heft 4, herausgegeben vom Bayerischen Staatsinstitut für die Ausbildung der Lehrer an Realschulen (RLI), München 1991
- Von der Textgestaltung zur Tonaufnahme – wir produzieren einen Schlager. brlv (Bayerischer Realschullehrerverband), Heft 1, München 1992

### Monographien
- Die Stimme. Musik-Themenhefte. Verlag an der Ruhr, Mülheim 2011. ISBN 978-3-8346-0747-8
- Orchester, Band & Co.. Formen und Entwicklungen des gemeinsamen Musizierens. Musikbox Sek I, Kohl Verlag, Kerpen-Buir 2014, ISBN 978-3-95686-584-8